# Frédéric Leclerc-Imhoff
Frédéric Leclerc-Imhoff   (27 de desembre de 1989 - óblast de Luhansk, 30 de maig de 2022) va ser un periodista i càmera francès que va morir mentre feia de corresponsal per BFMTV durant la invasió russa d'Ucraïna del 2022.
Va començar a treballar per la cadena BFMTV el 2016. El 16 de maig del 2022, per segona vegada, va arribar a Ucraïna per explicar la invasió russa. El dilluns 30 de maig el periodista va pujar a un camió humanitari d'evacuació que sortia de Kramatorsk i anava a buscar una desena de persones grans que estaven atrapades a Lisichansk, a 80 km de distància. Un fragment de metralla va entrar pel vidre frontal del vehicle i li va impactar al coll, causant-li la mort, quan estaven a Severodonetsk. El seu companys de la BFMTV, Maxime Brandstaetter, va patir ferides lleus i Oksana Leuta va resultar il·lesa, ambós van ser evacuats. El govern rus a través de l'agència TASS va justificar l'assassinat dient que era un "mercenari", un comentari fet "per embrutar la memòria del periodista", segons Reporters Sense Fronteres. El govern francès va reclamar una investigació per esclarir els fets. França va fer un acte per commemorar el periodista.